# Potries
Potries (em valenciano e oficialmente) ou Potríes (em castelhano) é um município da Espanha na província de Valência, Comunidade Valenciana. Tem 3,1 km² de área e em 2021 tinha 1 065 habitantes (densidade: 343,5 hab./km²).

## Demografia
| Variação demográfica do município entre 1991 e 2004 | Variação demográfica do município entre 1991 e 2004 | Variação demográfica do município entre 1991 e 2004 | Variação demográfica do município entre 1991 e 2004 |
| --------------------------------------------------- | --------------------------------------------------- | --------------------------------------------------- | --------------------------------------------------- |
| 1991                                                | 1996                                                | 2001                                                | 2004                                                |
| 976                                                 | 965                                                 | 937                                                 | 909                                                 |